# Kubilay Aktaş
 (septembre 2023).
Pour les articles homonymes, voir Aktaş.
Kubilay Aktaş, né le 29 janvier 1995 à Saint-Priest, est un footballeur franco-turc, qui joue au poste de milieu défensif à l'Adanaspor.

## Biographie

### En club
Kubilay Aktaş est formé à l'Olympique lyonnais entre 2004 et 2009, puis joue pour le club de sa ville natale, l'AS Saint-Priest entre 2009 et 2011. Il joue ensuite une saison à Évian Thonon Gaillard puis passe une saison à l'AS Saint-Étienne.
En 2013, il signe un contrat de 4 ans en faveur du Kasımpaşa SK. Il fait ses débuts en équipe première le 3 octobre 2013 contre le Fatih Karagümrük en Coupe de Turquie. Trois jours plus tard, il joue son premier match de Süper Lig contre Elazığspor, en remplaçant André Castro à six minutes du terme.
En 2015, il est prêté à Boluspor en deuxième division. Le prêt prend fin à la fin de l'année 2015.
En 2016, Aktaş rejoint l'İstanbulspor, avec qui il finit à la première place de son groupe de troisième division en 2017, assurant la promotion à l’échelon supérieur.
En 2018, il s'engage en faveur du Gaziantep FK, qui est promu en Süper Lig à l'issue de sa première saison.
En janvier 2021, en manque de temps de jeu à Gaziantep, Aktaş rallie Denizlispor jusqu'à la fin de la saison. Le club termine à la dernière place de Süper Lig et est relégué.
Aktaş change de club à l'intersaison 2021 pour porter les couleurs du Manisa FK, qu'il quitte dès janvier 2022 pour rejoindre l'Altınordu FK.
En 2023, après la relégation d'Altınordu en troisième division, il est recruté par l'Adanaspor.

### En sélection
En juin 2013, il participe aux Jeux méditerranéens organisés à Mersin. Avec l'équipe de Turquie des moins de 19 ans, il termine à la seconde place du tournoi, battus en finale par le Maroc.
Le 10 octobre 2015, il dispute son unique match avec l'équipe de Turquie des moins de 20 ans, dans le cadre d'un match amical contre l'Angleterre.